# Arabia Deserta

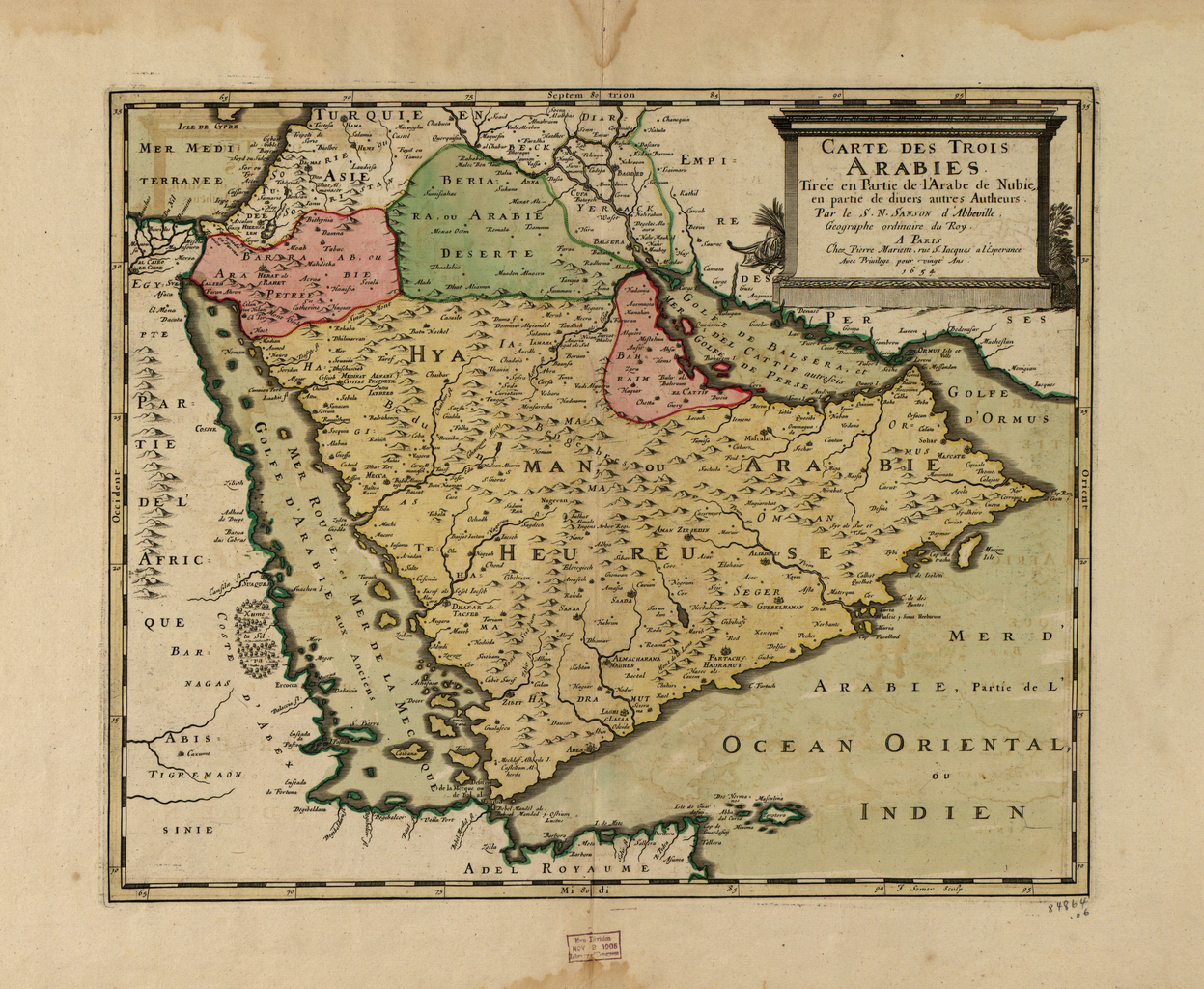
Mappa delle Tre Arabie ispirata dall'Arabo di Nubia e da altri autori, opera francese disegnata da Nicolas Sanson (1654).

Arabia Deserta era una delle tre regioni in cui la geografia romana suddivideva la penisola araba.

## Descrizione
Arabia Deserta era l'appellativo di origine latina che indicava l'ambiente interno della penisola araba (propriamente "abbandonato/incolto/desertico").
Nell'antichità era abitata da popolazioni nomadi che frequentemente saccheggiavano le terre vicine più prospere, come la Mesopotamia e l'Arabia meridionale.
Definita anche Arabia Magna ("Grande Arabia"), era una delle tre regioni che per i Romani componevano la penisola; le altre due erano l'Arabia Felix e l'Arabia Petraea.
Il nome storico dell'area, ritornò popolare durante il XIX e il XX secolo, quando fu usato dal celebre avventuriero Charles Montagu Doughty per il titolo della pubblicazione del suo diario di viaggio Travels in Arabia Deserta (1888).